# السوالم (مدينة)
السوالم أو حد السوالم هي مدينة مغربية تابعة ب لإقليم برشيد منذ 2004 ضمن جهة الدار البيضاء - سطات بالغرب المغربي. كان مجموع عدد سكان الجماعة الحضرية 18.626 نسمة.(تعداد السكان الرسمي 2004).

## وصلات خارجية
- حد السوالم: عمال مطرودون يواصلون اعتصامهم أمام شركة للبلاستيك
- وقفة تضامنية مع أسرة ضد «مافيا» العقار بحد السوالم
- (بالفرنسية) Soualem sur le site de World Gazetter, par Stefan Helders
- (بالإنجليزية) Soualem sur le site de Falling Rain Genomics, Inc.